# Szabadváry Ferenc
Szabadváry Ferenc (Kőszeg, 1923. szeptember 1. – Budapest, 2006. május 21.) Széchenyi-díjas magyar vegyészmérnök, egyetemi tanár, a Magyar Tudományos Akadémia rendes tagja.
Autodidakta módon lett kémiatörténész, feldolgozta a BME Vegyészmérnöki Tanszékének történetét is, kiemelkedő személyekről írt tanulmányokat, az Országos Műszaki Múzeumban pedig jelentős gyűjteménybővítés fűződik nevéhez.

## Életútja

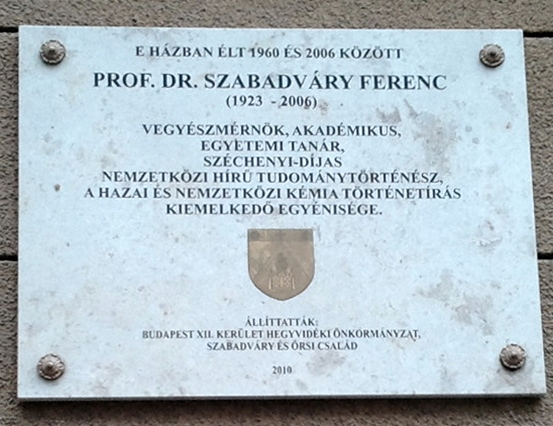
Emléktáblája:
XII. kerület Tartsay Vilmos utca 19.

Édesapja szappangyártással foglalkozott, a bőripar egyik jelentős beszállítója volt. Vegyészmérnöki diplomájának megszerzése után átvette a  családi szappangyár vezetését, és azt egészen az üzem államosításáig vezette.
Az üzem államosítása után a Budapesti Műszaki Egyetemen először tanársegéd volt Erdey László professzor mellett, majd az egyetem tanára lett.
Megszerezte a Magyar Tudományos Akadémia kandidátusa és a kémiai tudományok doktora fokozatot. 1991-ben Széchenyi-díjat kapott nemzetközileg is elismert tudományos munkássága elismeréseként.
1983-tól 20 éven keresztül az Országos Műszaki Múzeum vezetője volt, tevékenysége alatt a múzeum gyűjteménye megnégyszereződött. 1995-ben választották meg az MTA levelező tagjává, 2004-ben pedig rendes tagjává.
Tagja volt a FECS (Federation of European Chemical Societies) Szövetségének. Az MTESZ Tudomány- és Technikatörténeti Bizottságának elnöke volt.
A kémia történetével foglalkozó írásai jelentősek, de írt tanulmányt a másfél évszázadot átfogó magyar barokk kor iskolarendszeréről és tudományáról is. A kémia területén minden ágazatban (analitikai kémia, szervetlen kémia, általános és fizikai kémia, szerves kémia, mezőgazdasági kémia, kémiai technológia) kutatásokat folytatott.
Több mint 800 kémiai személy életrajzát dolgozta fel. 1996-ban a FECS (Federation of European Chemical Societies) Szövetségben kifejtett szolgálatáért FECS-kitüntetést kapott.

## Főbb publikációk
- Szabadváry F.: Egy túlértékelt technikus: Leonardo da Vinci, 1981, Orvostörténeti Közlemények, 1998
- Szabadváry Ferenc-Szőkefalvi-Nagy Zoltán: A kémia története Magyarországon. Akadémiai Kiadó, Budapest, 1972
- Szabadváry Ferenc: A magyar kémia művelődéstörténete. Mundus Magyar Egyetemi Kiadó. 1998
- Pető Gábor Pál – Szabadváry Ferenc: A kémia nagy pillanatai, Aranyhal Kiadó
- Az ezredfordulóval kapcsolatos rendezvényeken megtartott előadásai (MTA Közgy. előadások, 2000. 1013-1020 )
- MTA tagjai 1825–2002 c. könyv egyik szerkesztője
- Szabadváry Ferenc: Az elemek nyomában. Gondolat Kiadó, Bp., 1961
- Holló János – Szabadváry Ferenc: A Budapesti Műszaki Egyetem Vegyészmérnöki Karának története. (Bp., 1971)
- Szabadváry Ferenc: Lavoisier és kora. Gondolat, Budapest, 1968

## MTMT publikációs lista
- Publikációs listája az MTMT-ben